# Sarota willmotti
Espèce
Sarota  willmotti est une espèce d'insectes lépidoptères (papillons) appartenant à la famille des Riodinidae et au genre Sarota.

## Taxonomie
Sarota  willmotti a été décrit par Jason Piers Wilton Hall en 1998.
Il a été nommé en l'honneur de l'entomologiste K.R. Wilmott.

## Description
Sarota  willmotti est un papillon aux ailes antérieures à l'apex anguleux et aux ailes postérieures à plusieurs courtes queues. Son dessus est de couleur noire.
Le revers est rouge cuivré avec une marge orange et une ornementation de lignes de marques noires et de marques bleu métallisé.

## Écologie et distribution
Sarota willmotti est présent en Équateur, au Brésil et au Pérou.

### Protection
Pas de statut de protection particulier.